# Vladimir Orlov
Vladimir Orlov (n. 26 mai 1928, Odesa, RSS Ucraineană, URSS – d. 1 aprilie 2019) a fost un violoncelist român, solist al Filarmonicii din București, profesor universitar în București, Viena și Toronto.

## Distincții
- titlul de Artist emerit al Republicii Populare Romîne (30 decembrie 1957) „cu prilejul împlinirii a 10 ani de la proclamarea Republicii Populare Romîne și pentru merite deosebite în activitatea cultural-artistică”[4]